# Urbano Fando Rais
Urbano Fando Rais, también como Urbà Fando i Rais y otras combinaciones, (Barcelona, 1855 – Oporto, 1911) fue un músico, organista, director de orquesta y compositor de zarzuelas de éxito a finales del siglo XIX.

## Biografía
Inició su formación musical a la escolanía de la basílica de la Merced de Barcelona y la amplió en el Conservatorio del Liceo. Dirigió los coros del Liceo y trajo pequeñas compañías de zarzuela y operetas. Después de estrenar algunas zarzuelas con libreto y partituras propias, a partir de 1895 comenzó una fructífera colaboración con el teatro Jardín Español, con muchas zarzuelas con música propia y libretos de Conrad Colomer Rogés. La obra que le dio más renombre fue El somni de la innocència: tuvo cien representaciones sólo en 1895, más de tres mil en la década posterior. Se intentó prolongar este éxito con dos continuaciones: Verdalet, pare i fill y El senyor Palaudàrias, la primera con libreto de Conrad Colomer y la segunda con letra de Joaquim Montero y música de Arturo de Isaura y Pont.

## Obra dramática y musical
- De telón adentro, cuadro cómico lírico en un acto Libreto: Bruno Güell.
- La Jota del Dúo. Apropósito en 1 acto. Libreto y música: Urbà Fando Rais. Estrenado en el Teatro Circo Barcelonés de Barcelona el 7 de febrero de 1894.
- El príncep del Congo. Zarzuela bufa en 1 acto y 5 cuadros. Libreto y música: Urbà Fando Rais. Estrenada en el teatro Jardín Español de Barcelona el 13 de julio de 1894.
- L'illa tranquil·la. Zarzuela en 2 actos. Libreto y música: Urbà Fando Rais. Estrenada en el Teatro Principal de Barcelona en 1894.
- El somni de la innocència. Zarzuela en 1 acto. Libreto: Conrad Colomer y Rogés. Estrenada en el teatro Jardín Español de Barcelona el 6 de junio de 1895.
- El trompeta de lanceros, juguete cómico-lírico en un acto y en prosa. Libreto: José Caldeiro y Alejandro Barba. Estrenada en el teatro Jardín Español de Barcelona el 17 de agosto de 1895.
- L'amich Molas. Zarzuela en tres actos. Estrenada en el Teatro Romea de Barcelona el 13 de noviembre de 1896.
- Verdalet pare i fill, del comerç de Barcelona. Libreto: Conrad Colomer Rogés. Estrenada en el teatro Jardín Español de Barcelona el 26 de mayo de 1896.
- Un debut. Zarzuela en 2 actos. Libreto: Antoni Ferrer Codina. Estrenada en el teatro Jardín Español de Barcelona el 5 de junio de 1896.
- La lliçó de dibuix. Zarzuela en 1 acto y en prosa. Libreto: Francesc Figueras Ribot. Estrenada en el teatro Jardín Español de Barcelona el 11 de julio de 1896.
- Cosas de casa. Revista cómico-lírica en un acto y tres cuadros. Libreto: José Lambert. Estrenada en el teatro Jardín Español el 2 de julio de 1897.
- La Primera Nit (Autour du lit nuptial). Vaudeville en tres actas y dos cuadros. Libreto: Frederic Fuentes Aguiló. Estrenado en el Teatro Cómico de Barcelona en noviembre del 1905.